# استفتاء السيادة الأوكراني 1991

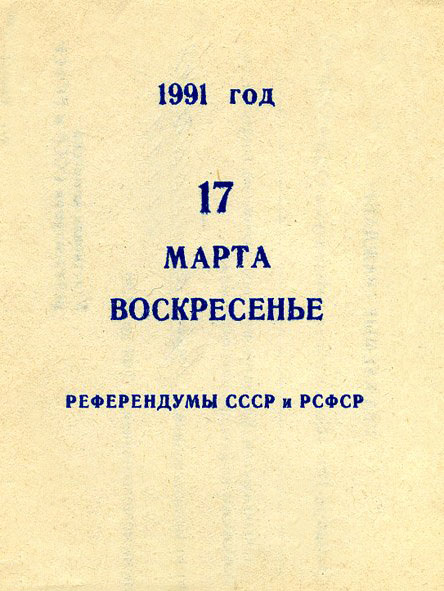
دعوة اقتراعية

عُقد استفتاء السيادة الأوكراني بتاريخ 17 مارس عام 1991 كالاستفتاء الأول والوحيد الذي أُجري للاستفسار عن مستقبل الاتحاد السوفيتي في جمهورياته المؤلِّفة قبل تفككه وانهياره. وطُرِحَ على المُقترعين في جميع أنحاء جمهورية أوكرانيا الاشتراكية السوفيتية سؤالين اثنين، بالإضافة إلى سؤال إضافي مُلحق بالاقتراع خاص بمنطقة غاليسيا التاريخيَّة والتي تشتمل على كل من أوبلاستات إيفانو فرانكيفسك ولفيف وتيرنوبل.
تبِعَ هذا الاستفتاء إعلان المجلس الأعلى الأوكراني استقلال البلاد عن الاتحاد السوفيتي بتاريخ 16 يوليو عام 1990. أجرت أوكرانيا بعدها الاستفتاء على استقلالها في شهر ديسمبر من عام 1991، صوَّت فيها نسبة 92.3% من الشعب الأوكراني على إعلان الاستقلال في يوم 24 أغسطس من نفس العام.

## الصياغة والنتيجة
هل ترى من الضرورة الحفاظ على اتحاد الجمهوريات الاشتراكية السوفيتية كاتحاد مُجدَّد مؤلَّفاً من جمهوريات ذات سيادة متساوية ستُضمن فيها حقوق وحرية الفرد من أي جنسية؟
| الجمهورية                             | مع          | مع    | ضد          | ضد    | الأصوات الباطلة | مجموع الأصوات | الأصوات المُسجَّلة | نسبة المشاركة |
| الجمهورية                             | عدد الأصوات | %     | عدد الأصوات | %     | الأصوات الباطلة | مجموع الأصوات | الأصوات المُسجَّلة | نسبة المشاركة |
| ------------------------------------- | ----------- | ----- | ----------- | ----- | --------------- | ------------- | --------------- | ------------- |
| جمهورية أوكرانيا الاشتراكية السوفيتية | 22,110,899  | 71.48 | 8,820,089   | 28.52 | 583,256         | 31,514,244    | 37,732,178      | 83.52         |

أدت حملة مقاطعة إلى تخفيض الأصوات نسبة المعارضة في منطقة غرب أوكرانيا. أضافت جمهورية أوكرانيا الاشتراكية السوفيتية سؤالاً إضافياً لجميع مواطنيّ الجمهورية كالآتي:
هل توافق على كون أوكرانيا جزءاً من اتحاد الدول السوفيتية ذات السيادة بالاعتماد على أساس إعلان سيادة دولة أوكرانيا؟
| الجمهورية                             | مع          | مع   | ضد          | ضد   | الأصوات الباطلة | مجموع الأصوات | الأصوات المُسجَّلة | نسبة المشاركة |
| الجمهورية                             | عدد الأصوات | %    | عدد الأصوات | %    | الأصوات الباطلة | مجموع الأصوات | الأصوات المُسجَّلة | نسبة المشاركة |
| ------------------------------------- | ----------- | ---- | ----------- | ---- | --------------- | ------------- | --------------- | ------------- |
| جمهورية أوكرانيا الاشتراكية السوفيتية | 25,224,687  | 81.7 | 5,655,701   | 18.3 | 584,703         | 31,465,091    | 37,689,767      | 83.5          |